# Arabisk film
Arabisk film refererer til film i den arabiske verden.

## Oversigt
Der er stigende interesse i film med oprindelse i den arabiske verden. I engelsktalende lande, trækker film fra Algeriet, Libanon, Marokko, Palæstina, Syrien og Tunesien større publikum på filmfestivaler end nogensinde.
Arabisk film er domineret af egyptiske film. Tre fjerdedele af alle arabiske film bliver produceret i Egypten.